# Jekatierina Mironowa
Jekatierina Stiepanowna Mironowa (ros. Екатерина Степановна Миронова; ur. 3 listopada 1977 w Krasnojarsku) – rosyjska skeletonistka, srebrna medalistka mistrzostw świata.

## Kariera
Największy sukces w karierze osiągnęła w 2003 roku, kiedy zdobyła srebrny medal podczas mistrzostw świata w Nagano. W zawodach tych rozdzieliła na podium Michelle Kelly z Kanady oraz Tristan Gale z USA. Był to jednak jedyny medal wywalczony przez nią na międzynarodowej imprezie tej rangi. Była też między innymi piąta na rozgrywanych dwa lata wcześniej mistrzostwach świata w Calgary. W 2002 roku wystartowała na igrzyskach olimpijskich w Salt Lake City, zajmując siódmą pozycję. Dwukrotnie stawała na podium zawodów Pucharu Świata: 12 grudnia 2008 roku w Igls była trzecia, a 20 grudnia 2001 roku w Lake Placid zajęła drugie miejsce.